# Józef Kąsek
Józef Kąsek (data i miejsce urodzenia nieznane) – major ludowego Wojska Polskiego.

## Życiorys
Od 1945 jako chorąży dowodził plutonem w 34 batalionie saperów 5 Brygady Saperów. W 1947 już jako podporucznik dalej dowodzi plutonem w tym samym batalionie. W marcu 1959 został szefem sztabu 5 Brygady Saperów. W okresie od 9 marca do 19 września 1959 pełnił czasowo obowiązki dowódcy 5 Brygady Saperów. W latach 1960–1962 pełni służbę w 73 batalionie saperów 20 Dywizji Pancernej.

## Awanse
- chorąży - 1945[4]
- podporucznik - 1947[5]
- major – 1959